# ローデヴァルト
ローデヴァルト (ドイツ語: Rodewald) は、ドイツ連邦共和国ニーダーザクセン州のニーンブルク/ヴェーザー郡東部に位置する町村（以下、本項では便宜上「町」と記述する）である。この町は南部のオーバーバウエンシャフト、北部のミッテルバウエンシャフトおよびウンターバウエンシャフトに分けられる。1974年の行政・地域改革までローデヴァルトはノイシュタット・アム・リューベンベルゲ郡に属したが、その後はニーンブルク/ヴェーザー郡のザムトゲマインデ・シュタインプケに属している。

## 歴史
ローデヴァルトは、最初の記録によれば13世紀の第1四半期に創設された。その頃、ミンデン司教がヴェルペ伯に入植地の建設を委託した。森林地域の計画的な開墾により、ほぼ現在のウンターバウエンシャフトにあたる広い地域が農地化された。この地区は典型的なHagenhufendorf（道を挟んで居住区とその所有農地が並ぶ形の集村）の形態を留めている。各入植者には同じ面積の柵を巡らせた土地が割り当てられ、道から帯状に開墾し、住居を道沿いの反対側に建設したため、こうした形態となった。その後ローデヴァルトの地域には3つの農村が建設され、1974年にそれらが一体化され、現在の自治体が創設された。

## 行政

### 議会
この町の議会は13議席からなる。

### 紋章
フクロウを描いたこの町の紋章は1960年に、当時のハノーファー行政管区庁間の認可を得た。1969年に成立した単一自治体がフクロウの紋章を引き継いだ。

## 文化と見所

### 文化と博物館
- ローデヴァルト天然屋外プール
- ローデヴァルト郷土博物館
- 文化・青少年センター、ビンダーハウス

### 建築
- 聖エギディーン教会
- 聖ヨハネス教会
- ウンターバウエンシャフトのパルトロクミューレ

## 引用
1. ↑  Landesamt für Statistik Niedersachsen, LSN-Online Regionaldatenbank, Tabelle A100001G: Fortschreibung des Bevölkerungsstandes, Stand 31. Dezember 2023